# Dissodon mirabilis
Dissodon mirabilis là một loài rêu trong họ Splachnaceae. Loài này được Cardot mô tả khoa học đầu tiên năm 1900.